# Franciszek Adamczyk (dyrygent)
Franciszek Adamczyk (ur. 4 września 1875 w Dąbiu k. Łęczycy, zm. 2 października 1931 w Łodzi) – polski dyrygent i kapitan kapelmistrz Wojska Polskiego.

## Życiorys
Studiował w Warszawskim Instytucie Muzycznym, które ukończył w 1902 r. Pracował jako nauczyciel śpiewu w Łodzi oraz był organizator chórów śpiewaczych oraz współtwórcą Stowarzyszenia Śpiewaczego im. St. Moniuszki w Łodzi. Był kapelmistrzem wojskowym w stacjonującym w Łodzi 37. Jekaterynburskim Pułku Piechoty, w którym zorganizował orkiestrę dętą oraz orkiestrę symfoniczną.Podczas I wojny światowej podczas pobytu na Wołyniu, był kapemistrzem 45 azowskiego pułku piechoty, a następnie kapelmistrzem oddziałów Armii Polskiej powstających na Ukrainie. Po wojnie objął orkiestrę stacjonującego w Łodzi 31. Pułku Strzelców Kaniowskich Grał również w orkiestrze teatru w Łodzi, działał jako dyrygent orkiestr symfonicznych, smyczkowych i dętych, dyrygent wojskowy oraz, w sezonie 1909/10, kapelmistrz Teatru Polskiego w Łodzi. Zajmował się również pedagogiką teatralną.
Został pochowany w części rzymskokatolickiej Starego Cmentarza w Łodzi.